# Ritzerow
Ritzerow ist eine Gemeinde im Landkreis Mecklenburgische Seenplatte im Bundesland Mecklenburg-Vorpommern. Sie liegt im mecklenburgischen Landesteil nordwestlich von Neubrandenburg und gehört dem Amt Stavenhagen an, das seinen Verwaltungssitz in der Reuterstadt Stavenhagen hat.

## Geografie und Verkehr
Ritzerow liegt etwa sechs Kilometer südöstlich von Stavenhagen und 25 Kilometer nordwestlich von Neubrandenburg. Die Bundesstraße 104 führt durch die Gemeinde und die Bundesstraße 194 westlich an ihr vorbei. Durch die Gemeinde fließt ein Quellbach der Ostpeene.
Als Ortsteile sind Galenbeck, Ritzerow und Wackerow ausgewiesen.

## Geschichte
Ritzerow war altes Domanialkirchdorf und verfügte 1276 bereits über eine eigene Pfarre. Im gleichen Jahr wurde es durch Herzog Wartislaw IV. von Pommern dem Kloster Ivenack verliehen. Fürst Nikolaus v. Werle bestätigte die Zugehörigkeit zum Kloster unter dem 1. Januar 1300.
Mit der Säkularisation fiel Ritzerow in den 1650er Jahren zurück an die landesherrliche Verwaltung. Die Pfarre gehörte später als Filiale zu Stavenhagen.
Am 1. Juli 1950 wurde die bis dahin eigenständige Gemeinde Galenbeck eingegliedert. Krummsee und Wackerow folgten am 1. Januar 1951. Die westlich liegende Siedlung Krummsee, die bis 1950 eine eigenständige Gemeinde war, war vom 1. Januar 1951 bis zum 31. Dezember 1982 ein Ortsteil von Ritzerow und wurde dann nach Jürgenstorf umgegliedert.

### Galenbeck
Galenbeck ist ein alter Gutsbesitz, zuletzt in der Hand der Familie von der Lancken. Deren Genealogie im Ort beginnt mit dem Klosterhauptmann Adolf von der Lancken und seiner Ehefrau Charlotte von Pritzbuer. Erbe wird im Minorat der jüngste Sohn, der Johanniterritter und Kammerherr Bernhard von der Lancken (1813–1892) auf Galenbeck, gefolgt vom Generalleutnant Eberhard von der Lancken, verheiratet mit Elisabeth von Puttkammer. Das Rittergut umfasste 625,3 ha bei der Erfassung kurz vor der großen Wirtschaftskrise. Im Mittelpunkt stand ein großer landwirtschaftlicher Betrieb. Eigentümer war Wolf Diedrich von der Lancken.

### Ritzerow
Ritzerow war ein klassisches Bauerndorf. Das Landwirtschafte Adressbuch Mecklenburg weist Ende der 1920er Jahre 14 Hofbetriebe aus, mit einer Größe von 17 ha bis zu den 55 ha der Familie W. Nietz. Die meisten Bauernhöfe gehörten den Familien Voß.

### Wackerow
Wackerow war einst ein Teil der Herrschaft Ivenack der Freiherren von Maltzahn, Grafen von Plessen. Zwölf Hofeigentümer besaßen in der Gemarkung des Ortes im Mittel jeweils über 23 ha.

## Politik

### Gemeindevertretung und Bürgermeister
Der Gemeinderat besteht (inkl. Bürgermeister) aus sechs Mitgliedern. Die Wahl zum Gemeinderat am 26. Mai 2019 hatte folgende Ergebnisse:
| Partei/Bewerber             | Prozent | Sitze |
| --------------------------- | ------- | ----- |
| Wählergemeinschaft Ritzerow | 54,96   | 3     |
| CDU                         | 36,10   | 2     |
| Einzelbewerber Christofzik  | 08,94   | 1     |

Bürgermeister der Gemeinde ist Jürgen Höppner (CDU), er wurde mit 71,56 % der Stimmen gewählt.

### Wappen, Flagge, Dienstsiegel
Die Gemeinde verfügt über kein amtlich genehmigtes Hoheitszeichen, weder Wappen noch Flagge. Als Dienstsiegel wird das kleine Landessiegel mit dem Wappenbild des Landesteils Mecklenburg geführt. Es zeigt einen hersehenden Stierkopf mit abgerissenem Halsfell und Krone und der Umschrift „GEMEINDE RITZEROW • LANDKREIS MECKLENBURGISCHE SEENPLATTE“.

## Sehenswürdigkeiten
- Neogotische Dorfkirche in Ritzerow
- Kapelle in Galenbeck (ehemaliges Mausoleum der Familie von der Lancken-Galenbeck)

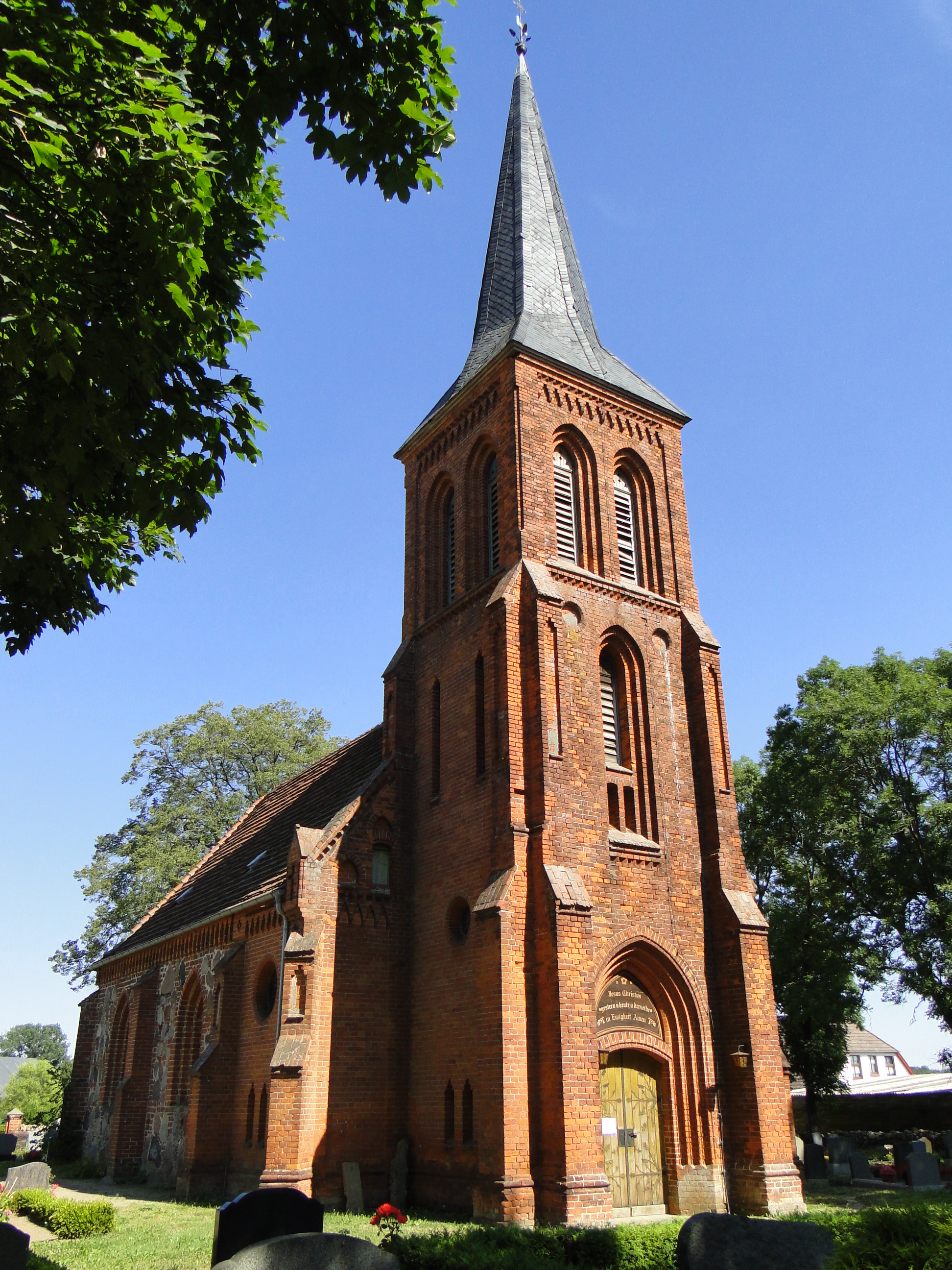
Kirche in Ritzerow
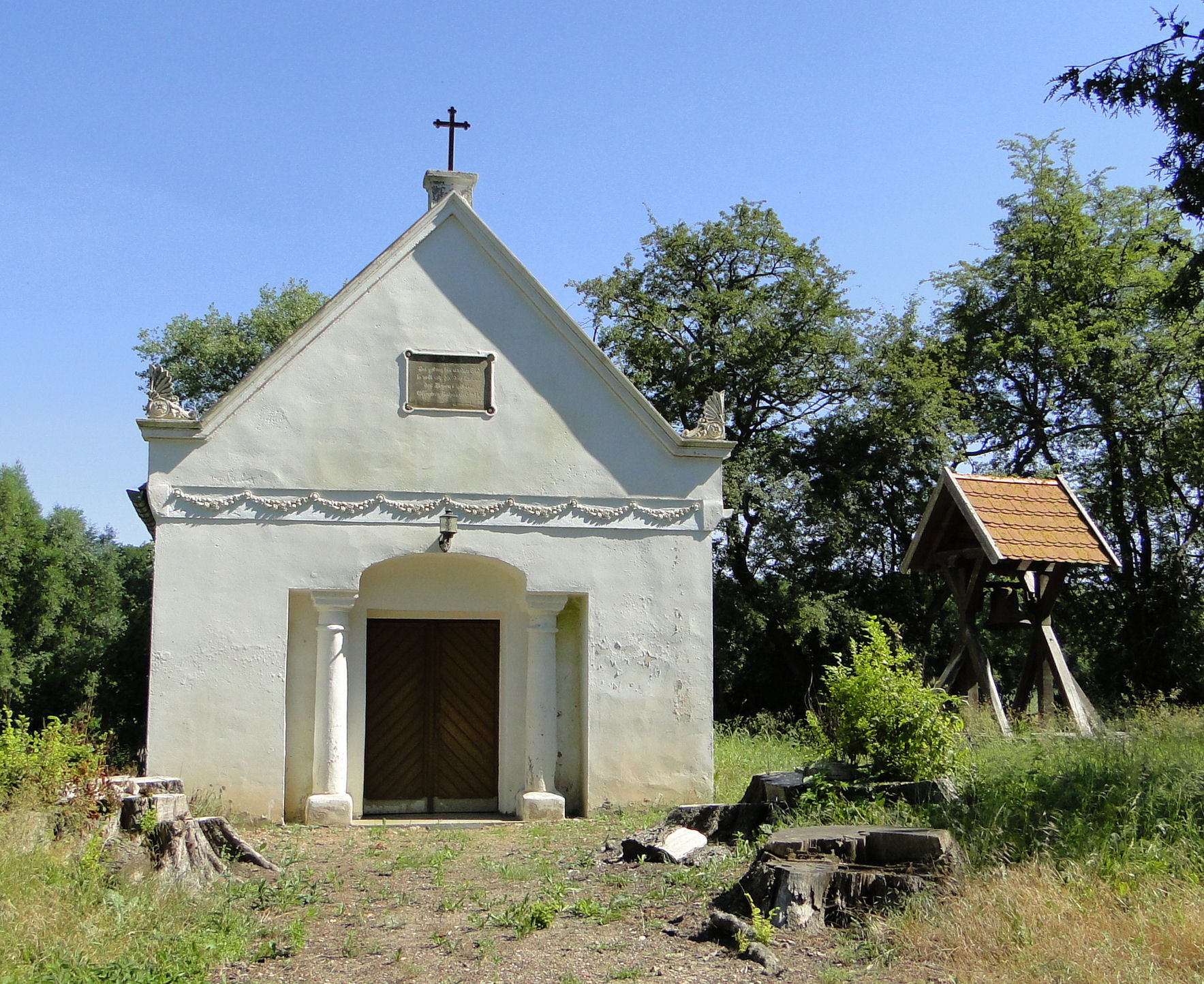
Kapelle in Galenbeck

## Persönlichkeiten
- Bernhard von der Lancken (1813–1892), Kammerherr, Gutsherr auf Galenbeck
- Wolf von der Lancken (1845–1920), Kammerherr, Landdrost in Feldberg
- Eberhard von der Lancken (1849–1918), Generalleutnant, Gutsherr auf Galenbeck